# 인슐린종
인슐린종(-腫, 영어: Insulinoma)은 베타 세포에서 기원하여 인슐린을 분비하는 이자의 종양이다.

## 역사
저혈당증은 19세기에 처음 인지되었다. 1920년대에 인슐린의 발견 및 당뇨병 치료에 이를 사용하면서, 비당뇨병환자의 경우 과인슐린증이 저혈당증의 병인으로 의심을 받았다. 과인슐린증을 저혈당증의 병인이라고 선구적으로 기술하여 출판한 것은 1924년 실레 해리스(Seale Harris)에 의해서였다. 아주 작은 세포 종양을 제거함으로써 진행된 저혈당증의 수술적 치료에 대한 최초의 보고서는 1929년에 있었다.

## 치료
최종적인 관리는 인슐린종을 수술로 제거하는 것이다.

## 추가 그림

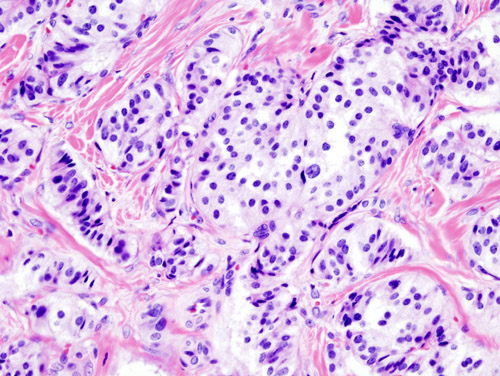
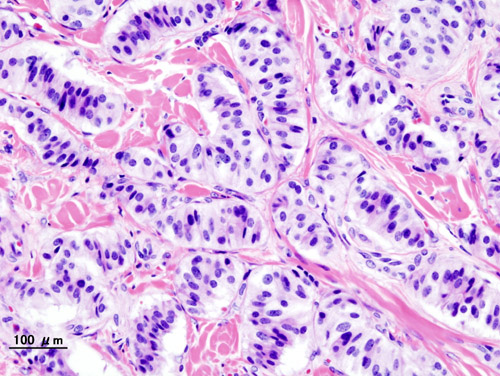
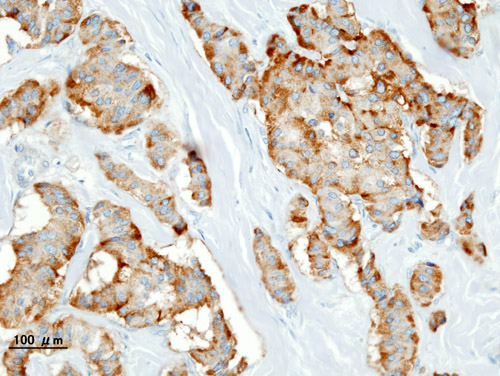
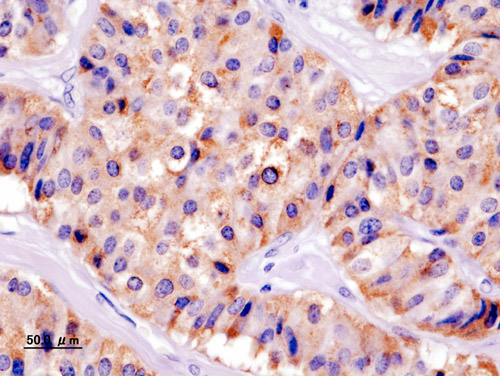

## 서적
- Larsen PR, Williams RL (2003). 《Williams textbook of endocrinology》 10판. Philadelphia: WB Saunders. ISBN 0-7216-9184-6.
- Doppman JL, Chang R, Fraker DL,  외. (Aug 1995). “Localization of insulinomas to regions of the pancreas by intra-arterial stimulation with calcium”. 《Annals of Internal Medicine》 123 (4): 269–73. doi:10.7326/0003-4819-123-4-199508150-00004. PMID 7611592.
- Service FJ. Insulinoma. In: UpToDate, Rose, BD (Ed), UpToDate, Waltham, MA, 2005.

## 같이 보기
- 저혈당증
- 이자 (해부학)